# Rachel Therrien
Rachel Therrien est une trompettiste et compositrice québécoise.

## Biographie
Rachel Therrien est née le 29 mars 1987 à Saint-Valérien. Sa famille s'installe à Montréal alors qu'elle est adolescente,,. C'est à l'école secondaire qu'elle apprend la trompette, malgré elle; elle y prend goût,. Après une expérience dans les corps de tambours et clairons (en) et une formation collégiale en musique, Therrien entre à l'Université de Montréal en interprétation jazz,. Elle y rencontre des musiciens cubains qui la convainquent de séjourner à Cuba. Elle y mène des études supérieures en musique à l'Instituto Superior de Arte (en),,, et y débute la composition d'On Track, qu'elle enregistre de retour à Montréal,, avec un quintette formé de Simon Pagé, Charles Trudel, Alain Bourgeois et Benjamin Deschamps. Son second album, Home Inspiration est enregistré quatre ans plus tard avec le même quintette,. C'est à Montréal qu'elle rencontrera le Gypsy Kumbia Orchestra, avec qui elle tourne en Colombie. Là-bas, elle étudie les rythmes des groupes afro-colombiens,,. Elle enregistre en deux semaines l'album Pensamiento : Proyecto Colombia au studio Quantica Music avec 12 musiciens locaux ,,. Les pièces de l'album sont tirées des différents folklores afro-colombiens,. Le spectacle tiré de l'album est reproduit l'année suivante au Festival international de jazz de Montréal
En 2017, elle enregistre Why Don't You Try (WDYT) et joint le Diva Jazz Orchestra. Elle poursuit sa carrière à New York, avec différents ensembles ,.
Rachel Therrien travaille avec l'Agence d'artistes et de concerts Danielle Lefebvre pour son booking au Canada.

## Discographie
- 2017 : Why Don't You Try (WDYT) (Free Run Artists)| No  | Titre             | Durée |
| --- | ----------------- | ----- |
| 1.  | Spectrum          | 02:26 |
| 2.  | Why Don't You Try | 04:25 |
| 3.  | Demi-Nuit         | 06:44 |
| 4.  | Adirondack Jump   | 05:12 |
| 5.  | Hayde Santamaria  | 05:49 |
| 6.  | CRS               | 05:44 |
| 7.  | Omelette Coleman  | 03:44 |
| 8.  | I Am Alone        | 06:11 |
| 9.  | Tomber En Cinq    | 04:08 |
| 10. | Rocket Launch     | 05:35 |
| 11. | Miroé             | 04:38 |
- 2016 : Pensamiento: Proyecto Colombia (Free Run Artists)| No  | Titre                     | Durée |
| --- | ------------------------- | ----- |
| 1.  | Mapale                    | 00:54 |
| 2.  | A Ver                     | 05:38 |
| 3.  | Red Leaves                | 06:35 |
| 4.  | ¿Por qué me pegas?        | 06:24 |
| 5.  | Mapale 2 : Prende la Vela | 02:49 |
| 6.  | Flamenquillo              | 08:55 |
| 7.  | To John                   | 05:43 |
| 8.  | Ravia                     | 07:30 |
| 9.  | La Guagua (Instrumental)  | 04:40 |
| 10. | Mapale 3                  | 02:34 |
| 11. | Pensamiento               | 03:24 |
- 2014 : Home Inspiration (Multiple Chord Music)| No  | Titre            | Durée |
| --- | ---------------- | ----- |
| 1.  | To John          | 05:20 |
| 2.  | Ploma            | 04:59 |
| 3.  | Lost             | 05:07 |
| 4.  | Thelxinoe        | 06:01 |
| 5.  | Whatever         | 05:35 |
| 6.  | Paradis          | 07:30 |
| 7.  | Last Inspiration | 05:23 |
| 8.  | La Soledad       | 06:59 |
| 9.  | Parallèle        | 06:08 |
| 10. | Out of a Dream   | 03:52 |
- 2011 : On Track (indépendant)| No  | Titre                | Durée |
| --- | -------------------- | ----- |
| 1.  | Yemaya à Montréal    | 07:13 |
| 2.  | Amadou               | 05:21 |
| 3.  | Me voy               | 04:49 |
| 4.  | Must Go On           | 06:58 |
| 5.  | Sala                 | 06:57 |
| 6.  | F.E.C.               | 04:15 |
| 7.  | What Is So           | 06:11 |
| 8.  | Soucy                | 05:42 |
| 9.  | Dada Blues           | 06:45 |
| 10. | Nostalgia en el Frio | 07:36 |

## Récompenses
2023 - Nomination pour un prix ADISQ - Latin Jazz Project, Meilleur album jazz de l'année (lauréat dévoilé en novembre 2023) 
2022 - Nomination pour un GRAMMY Award "Virtual Birdland" avec Arturo O'Farrill & The Afro Latin Jazz Orchestra 
2021 - L'album VENA de Rachel Therrien est en nomination pour une Juno Award - Meilleur album jazz de l'année - solo
2016 - Rachel Therrien est lauréate du Prix Étoiles Stingray - The Stingray Jazz Rising Star Award 
2015 - Rachel Therrien est lauréate du Festival international de Jazz de Montréal - Grand prix Jazz TD 